# Pachyglossa fissa
Pachyglossa fissa (Mitt.) Herzog & Grolle, 1959 è un'epatica fogliosa (cormoide) della famiglia Lophocoleaceae, descritta originariamente con il basionimo Herpocladium fissum Mitt., 1877. Riportata anche come Chiloscyphus fissus (Mitt.) Hentschel & Heinrichs, 2007, è una delle due sole specie note di Marchantiophyta appartenenti al subelemento fitogeografico amfiatlantico subantartico.

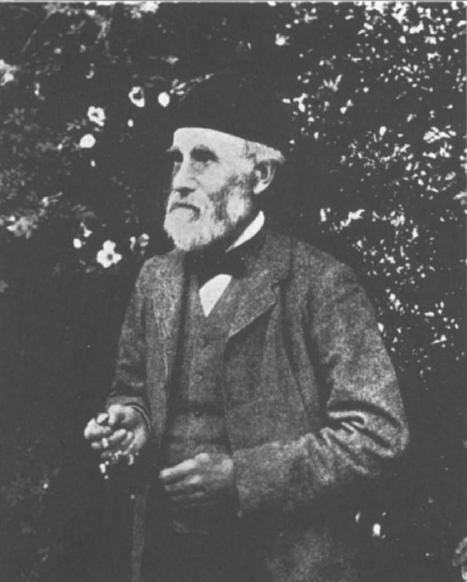
William Mitten (1819-1906)

I primi esemplari furono raccolti nel gennaio-febbraio 1874, nella Grande Terre, l'isola principale dell'arcipelago francese delle Kerguelen, dal naturalista britannico Henry Nottidge Moseley, nel corso della Spedizione Challenger del 1872-1876.
I campioni raccolti furono affidati per la determinazione al briologo inglese William Mitten, esperto in epatiche e ritenuto «the premier bryologist of the second half of the nineteenth century».
Mitten li riconobbe come appartenenti a una specie nuova e li assegnò alla famiglia Herbertaceae, con il nome specifico di Herpocladium fissum, denominazione che avrebbero conservato fino al 1959.

## Descrizione
La diagnosi della nuova specie istituita da Mitten, fu pubblicata in una monografia sui muschi e sulle epatiche raccolti da Moseley durante la Spedizione Challanger, edita dalla Linnean Society of London nel 1877.
Delle descrizioni successive, sono in particolare da segnalare quella dello stesso Mitten del 1879, in un articolo sulle crittogame raccolte a Kerguelen durante il Transit of Venus Expedition del 1874-75,  quella del 1959 del briologo tedesco Riclef Grolle, quella della briologa statunitense Margaret Hannah Fulford del 1963, e quella pubblicata nel 2000 dai briologi Halina Bednarek-Ochyra, Jiří Váňa, Ryszard Ochyra e Ronald I. Lewis Smith in un volume monografico sulle epatiche antartiche.
Nelle descrizioni di Mitten, e in quelle successive molto più dettagliate, le piantine di P. fissa, di piccole o piccolissime (in Antartide) dimensioni e di colore bruno-rossastro crescono insieme in ciuffi lassi o piccoli tappetini erbosi monospecifici, più o meno radi, o si ritrovano frammiste in comunità, con altre epatiche e varie briofite.
Il fusticino principale (caulidio) è rigido, spesso e carnoso, lungo dai 2–3 mm (in Antartide) ai 2 cm. Non ramificato o scarsamente ramificato, con rami ventrali intercalari o laterali intercalari inseriti all'ascella delle foglioline, porta frequentemente stoloni e rari rizoidi emergenti dalla strato epidermico dell'anfigastrio e dalla base delle foglioline squamose sugli stoloni. In sezione trasversale, mostra 1-2 strati di piccole cellule corticali a parete cellulare brunastra leggermente ispessita, che circondano cellule medullari un po' più grandi, leptodermiche, con trigoni minuti.
Le foglioline (fillidi) eretto-divaricate, carnose, rivestite di una cuticola finemente striata (striolata), sono orientate quasi trasversalmente o con i margini anteriori (distali) leggermente orientati verso la superficie ventrale del fusticino (attaccatura fogliare succube). Lunghe 0,2-0,4 mm, largamente ovate-obovate, a margini interi, smussate all'apice (ottuse) o con un piccolo incavo nell'apice fogliare arrotondato (retuse) ma anche bilobate (fino a 0,1–0,2 della lunghezza) con lobi da arrotondati a subacuti e incavo (seno) stretto. La lamina fogliare con, a volte, alla base dorsale, ciglia superficiali sparse formate da 1-4 cellule, mostra in sezione traversale, 3-4 strati di cellule (15–25 μm di diametro), a parete leggermente ispessita, con piccoli trigoni. Margini e apici fogliari generalmente bistratificati. Foglioline dell'anfigastrio simili alle foglioline vegetative, ma più piccole, generalmente acute, non ampiamente arrotondate all'apice, a volte variamente retuse o bilobate.
Il sistema sessuale è dioico. La gametangescenza maschile è terminale, poi intercalare sul fusticino o sui rami. Brattee e bratteole simili nella forma, ma un po' più grandi delle foglioline vegetative e leggermente seghettate, bifide con una evidente proiezione acuta sul margine fogliare laterale. Gli anteridi, in coppie, sono localizzati alle ascelle delle brattee. Anche la gametangescenza femminile è terminale e mostra rami prodotti in associazione con le foglie pericheziali (innovazioni subflorali). Brattee e bratteole in due file, simili, ma un po' più grandi delle foglioline vegetative. Perianzio cilindrico, bruscamente ristretto e accorciato (contratto) con 4-5 scanalature dorsali (plicato) e con la bocca a margine ciliato-dentato.

## Distribuzione e habitat

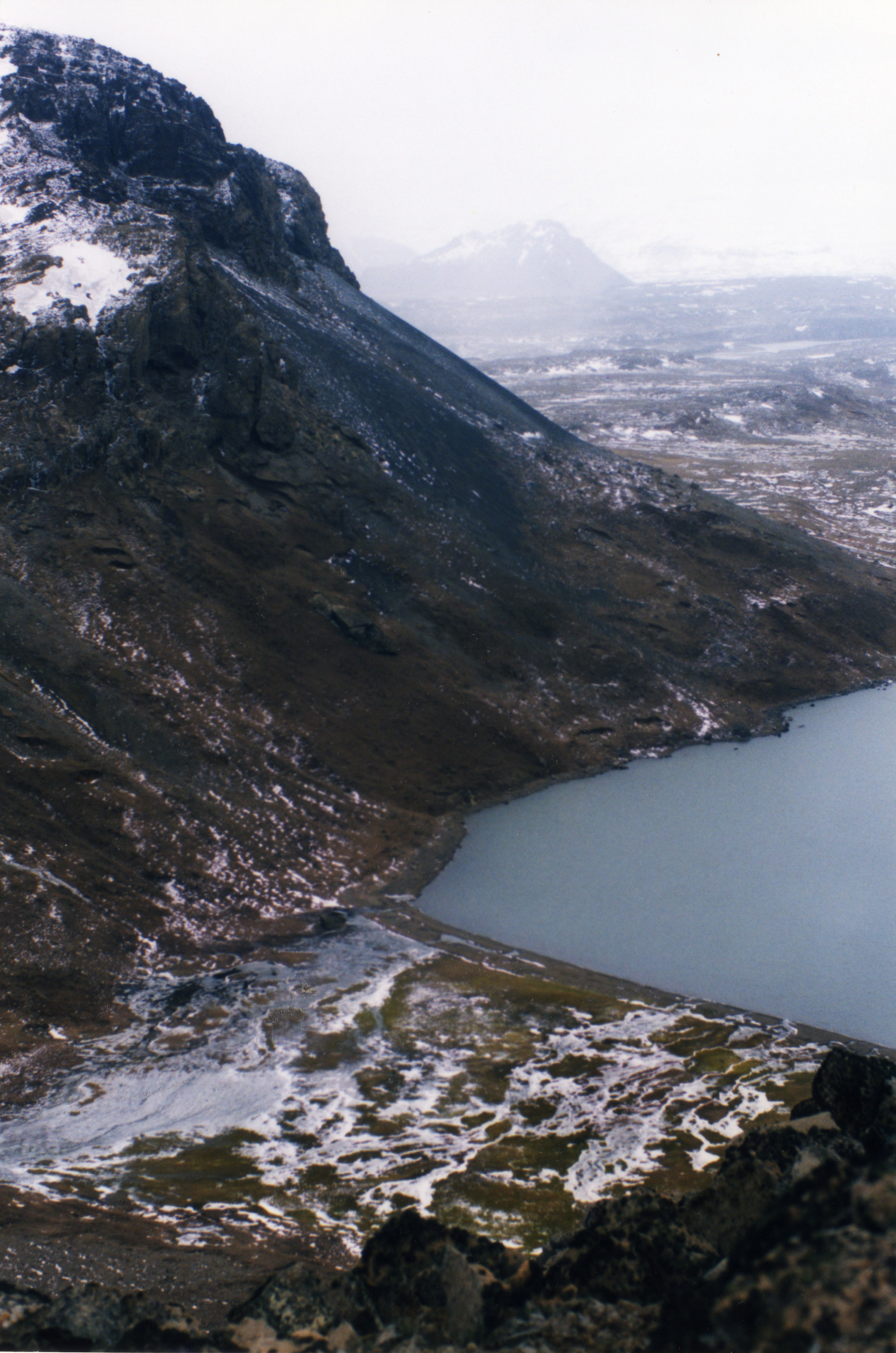
Lac Noir e volcan du Diable, nella Grande Terre (Kerguelen)

P. fissa è una delle due sole specie note di epatiche amfiatlantiche subantartiche, unitamente a P. spegazziniana var. exilis Herzog & Grolle. 1958 [1959] con cui rappresenta il 7,4% del totale della flora marcanziofitica antartica.
L'areale di distribuzione di P. fissa include numerose isole subantartiche quali l'isola Heard, gli arcipelaghi delle isole Kerguelen e delle isole del Principe Edoardo (isola Marion e isola del Principe Edoardo), la Georgia del Sud e l'arcipelago delle Orcadi Meridionali dove, nell'isola di Signy, è localizzata la più meridionale delle stazioni conosciute di rinvenimento del taxon, a 60°43' di latitudine Sud.
P. fissa è, inoltre, ampiamente distribuita nelle estreme regioni meridionali del Sud America, anche se infrequente e solo ad altitudini comprese tra i 600–700 m e i 1200 m s.l.m.
Nell'America meridionale e stata rinvenuta nelle regioni occidentali della Terra del Fuoco, specificatamente nella provincia cilena di Valdivia (nella regione di Los Ríos), e nell'arcipelago delle isole Malvinas, nell'oceano Atlantico meridionale.
P. fissa si ritrova, prevalentemente frammista ad altre epatiche o briofite, nelle cavità di rocce affioranti fessurate o sotto sporgenze riparate, alla base di pareti rocciose ad alta quota.

## Tassonomia
L'epatica raccolta a Kerguelen nel 1875, e diagnosticata come specie nuova da W. Mitten, ebbe come prima assegnazione, nel 1877, il genere Herpocladium, che era stato istituito da Mitten nel 1873, e come denominazione specifica Herpocladium fissum.
La specie ha mantenuto questa denominazione fino al 1959 quando Riclef Grolle ha ritenuto di trasferire il taxon al genere Pachyglossa, della famiglia Lophocoleaceae, pubblicando la nuova combinazione, attualmente accettata, di Pachyglossa fissa (Mitt.) Herzog & Grolle, 1959 nella quale si è conservato l'epiteto specifico dell'originaria denominazione binomiale adottata da Mitten.
Successivamente, in un articolo del 2007, i briologi tedeschi Jörn Hentschel, Kathrin Feldberg, Hans-Joachim Zündorf, Frank H. Hellwig, Harald Schneider e Jochen Heinrichs, delle università di Göttingen e di Jena, hanno pubblicato i risultati di un lavoro di sistematica molecolare e di analisi filogenetica, condotto su un campione di diversi specie di Lophocoleaceae, di Plagiochilaceae, e di Herbertaceae, quest'ultime in funzione di gruppo esterno al clado in esame (outgroup).
Nello studio sono state allineate 67 sequenze, di cui 21 appositamente preparate, del marcatore ribosomiale nucleari ITS1-5.8S nrDNA-ITS2. I dati genetico-molecolari, analizzati con i metodi della massima parsimonia e della massina verosimiglianza, nel confermare la netta separazione delle Lophocoleaceae dalle Plagiochilaceae, hanno mostrato l'appartenenza dell'«enigmatic genus» Pachyglossa al clado I Chiloscyphus Corda, 1829 e la sua affinità con C. subg. Notholophocolea (R.M. Schust.) J.J. Engel & R.M. Schust. 1985.
Conseguentemente, e sulla base delle evidenze morfologiche riscopntrate secondo i canoni della metodologia tassonomica classica linneana, è stato proposto il trasferimento del genere Pachyglossa a Chiloscyphus e, specificatamente per la specie P. fissa, è stata introdotta la nuova combinazione Chiloscyphus fissus (Mitt.) Hentschel & Heinrichs, 2007.